# Rogger Ravines
Rogger Hernán Ravines Sánchez (n. Cajamarca, 1942) es un arqueólogo peruano. Ha contribuido significativamente en el esclarecimiento de los períodos aurorales de la civilización andina.

## Biografía
Cursó sus estudios superiores en la Facultad de Letras de la  Universidad Mayor de San Marcos, graduándose de doctor.
Sus estudios arqueológicos se han concentrado preferentemente en los sitios precerámicos y de la época Formativa, tanto en la costa como en la sierra. En 1974 empezó a estudiar el sitio de Garagay, en Lima, donde puso al descubierto murales policromados en relieve, de la época del Formativo. Estudió también a profundidad la cueva de Toquepala, famosa por sus pinturas rupestres cuya antigüedad se calcula en 9.000 años, y que anteriormente había sido estudiada por Jorge C. Muelle. Otros sitios arqueológicos donde hizo trabajos de campo han sido Ambo, Yanamachay (Huánuco Viejo), Caru, Gallito Ciego, entre otros, de los cuales publicó sendos informes.
En la década de 1970 fue jefe de investigaciones del Museo Nacional de Antropología y Arqueología. Luego trabajó en el centro de investigaciones y restauración de bienes monumentales del  Instituto Nacional de Cultura, donde fue jefe de investigaciones del patrimonio nacional.
Es autor de una amplia bibliografía. Es también compilador y editor de obras y textos de sus colegas arqueólogos del Perú y de otros países.

## Publicaciones principales
- Alfarería doméstica de Huaylacucho (1963).
- Ambo; a new preceramic site in Peru (1965).
- Ccaccasiripi rurani mankata (1966)
- A Pre-Columbian wound (1967).
- El abrigo de Caru y sus relaciones con otros sitios tempranos del sur del Perú (1967)
- Arqueología del valle de Cajamarca (1968).
- Un depósito de ofrendas en la sierra central (1968).
- El abrigo de Yanamachay, un yacimiento temprano de Huánuco Viejo (1969).
- El sitio arqueológico de Chuquimarca en Huancavelica (1970)
- Grupos de tradición cazadora en las tierras altas de Huancavelica (1970).
- Toquepala estratigrafía y secuencia (tesis doctoral, 1971)
- Secuencia y cambios en los artefactos del sur del Perú (1972)
- Arte rupestre, pueblos y culturas en la sierra central del Perú (1972, en colaboración con Duccio Bonavia)
- Conchales del río Zarumilla (1973)
- Garagay: sitio temprano en el valle de Lima (1975)
- Chan-chan (1979)
- Panorama de la arqueología andina (1982).
- Inventario de Monumentos Arqueologicos del Perú (1985)
- Arte rupestre del Perú  (1986)
- El cuarto del rescate de Atahualpa  (1987)
- Atlas etnolingüístico del Perú   (1988)
- Los Museos del Perú  (1989)

Ha editado también dos compilaciones de estudios: 100 años de arqueología en el Perú (1970) y Tecnología andina (1978).